# Condado de Osborne
O Condado de Osborne é um dos 105 condados do estado americano de Kansas. A sede do condado é Osborne, e sua maior cidade é Osborne. O condado possui uma área de 2 316 km² (dos quais 5 km² estão cobertos por água), uma população de 4 452 habitantes, e uma densidade populacional de 2 hab/km² (segundo o censo nacional de 2000). O condado foi fundado em 26 de fevereiro de 1867. É no Condado de Osborne que fica o centro da América do Norte.